# Territorios especiales de la Unión Europea

Ubicación de la Unión Europea y de los territorios especiales

Los territorios especiales de la Unión Europea son territorios dependientes de sus Estados que, por razones históricas, geográficas o políticas, gozan de un estatus especial dentro o fuera de la Unión. Además de los territorios dependientes, existen otros países o territorios asociados en los que tanto los ciudadanos de la Unión, como los de esos países o territorios, disfrutan de ciertas ventajas o derechos comunes. Este es el caso de los países de la AELC o los microestados europeos.
Los territorios especiales de la UE se agrupan en diferentes categorías: las regiones especiales, que forman parte de la Unión, pero que por sus características geográficas o culturales, cuentan con ciertas exenciones en la aplicación del derecho de la UE; las regiones ultraperiféricas, que por su lejanía de la Europa continental disfrutan de ciertas ventajas como una fiscalidad más baja; los territorios de ultramar, que no forman parte de la Unión, pero que pueden beneficiarse de la asociación con la UE.
En lo referente a las regiones especiales, algunos municipios tienen este estatuto por razones geográficas o históricas. Hay, ante todo, los exclaves alemán e italiano, respectivamente Büsingen am Hochrhein y Campione d'Italia, Suiza, además de la localidad italiana de Livigno que se beneficia de un estatuto extraterritorial desde el siglo XIX aunque no es un exclave. También alemana es la isla Helgoland que, aunque miembro de la UE, está excluida de la unión aduanera y no está sujeta a régimen fiscal alemán. Igualmente las ciudades autónomas de Ceuta y Melilla y las plazas de soberanía españolas en África tienen un estatuto especial respecto al IVA, la PAC y la PPC. También Åland, que se encuentran en continuidad con las zonas económicas exclusivas de Suecia y Finlandia, ambos miembros de la Unión, disfruta de una amplia autonomía. Finalmente el caso del Monte Athos en Grecia es único ya que forma parte del espacio Schengen y de la UE, solo un permiso autoriza la entrada en su territorio y además el acceso está prohibido a toda criatura femenina (excepto gallinas y gatas).
Las regiones ultraperiféricas por su parte dependen de tres Estados miembros: una de España, dos de Portugal, y seis de Francia. A España pertenecen las africanas Islas Canarias en el océano Atlántico noroccidental. De Portugal son las dos regiones autónomas de Azores y Madeira, situadas en el océano Atlántico noroccidental, lejos de las costas africanas, pero aun más lejos de las costas europeas. Y son de Francia, sus cinco departamentos de ultramar: la Guayana francesa en el noreste sudamericano; Guadalupe y Martinica en el este caribeño; Reunión y Mayotte en el sudoeste índico; y la colectividad de ultramar de San Martín en las Antillas, que no ha cambiado de estatuto a nivel comunitario desde que se separó de Guadalupe en 2007.
En cuanto a los países y territorios de ultramar (PTU), estos son las dependencias y territorios de ultramar de los Estados miembros que no forman parte de la Unión, sino que tiene un estatuto de asociados a los Estados miembros desde el Tratado de Lisboa. También hay regiones de los Estados miembros en los que toda la legislación de la UE no se aplica. Su estatuto es entonces, a veces próxima a la de los PTU, pero no tienen los fondos estructurales específicos asignados a los PTU y las regiones ultraperiféricas (RUP). Legalmente, estas regiones forma parte del territorio de la Unión Europea.
También existen territorios en la que la aplicación de los tratados europeos está suspendida. Este es el caso de los territorios antárticos reclamados por Francia, que no están reconocidos internacionalmente y que en aplicación del Tratado Antártico queda suspendida cualquier reclamación territorial y la aplicación de cualquier derecho nacional, así como Chipre del Norte, territorio ocupado por Turquía, pero reconocido internacionalmente como perteneciente a Chipre, aunque Chipre no tiene ningún control sobre ese territorio. Por lo tanto la legislación de la UE no se aplica en Chipre del Norte (no reconocida internacionalmente) aunque es parte del territorio jurídico de la Unión, y cuyos ciudadanos (que no sólo votó a favor de la adhesión de Chipre a la Unión Europea, sino también para la unificación de Chipre, a diferencia de sus vecinos del sur de la isla) son también los votantes de los representantes chipriotas en el Parlamento Europeo. Se trata como una excepción en el Tratado de adhesión de Chipre (como medida de precaución) esperando una evolución en las negociaciones entre las dos Repúblicas.
Por otra parte, los “territorios no incluidos” son la isla Clipperton, bajo la administración directa del gobierno francés, y las islas Feroe, bajo soberanía danesa.

## Regiones especiales
Las regiones especiales, son territorios pertenecientes a países de la UE que, debido a distintas circunstancias geográficas o políticas, tienen disposiciones especiales por las que se les exime de aplicar algunas materias del derecho de la UE.
Estas regiones son:
- Dos localidades alemanas: Büsingen am Hochrhein y Heligoland
- Dos localidades italianas: Campione d'Italia —incluyendo y las aguas territoriales de lago de Lugano— y Livigno
- Dos ciudades autónomas españolas: Ceuta y Melilla
- Una provincia autónoma finlandesa: Åland
- Un territorio autónomo griego: Monte Athos

### Campione d'Italia
Es también un enclave situado en Suiza. Aunque pertenece a la comunidad como territorio italiano, está administrado por Suiza, por lo que se aplica la fiscalidad suiza.
Desde el 1 de enero de 2020 tanto Campione d'Italia como las aguas italianas del lago Lugano son parte del territorio aduanero de la Unión.

### Ceuta y Melilla
Las condiciones de pertenencia de las ciudades autónomas de Ceuta y Melilla fueron objeto de numerosas negociaciones, integrándose finalmente en la Comunidad Económica Europea (CEE) con una serie de requisitos particulares, originados fundamentalmente por su situación geográfica y escasez de recursos (debido a la pequeña dimensión de su territorio), que motivaron que España solicitara una serie de condiciones especiales de integración para las ciudades:
- No están dentro del territorio aduanero de la UE.
- Tienen la condición de tercer Estado a efectos aduaneros.
- Los productos originarios de las ciudades son considerados como provenientes de terceros Estados y no como si tuvieran su origen en Estados miembros.
- Las actas en materia de política comercial común referentes a la exportación o importación, no tendrán aplicación en ambas ciudades.

Estas ciudades no forman parte de la zona del IVA y en su lugar aplican el IPSI, un impuesto similar, pero con tasas más bajas.
Aunque Ceuta y Melilla, como territorios españoles, forman parte del espacio de Schengen, se aplican controles en las fronteras de salida a todos los ciudadanos, debido al régimen específico de exención de visado para los ciudadanos marroquíes residentes en las provincias de Tetuán y Nador.

### Heligoland
Heligoland es una pequeña isla alemana situada en el borde sudeste del mar del Norte. Pertenece al estado alemán de Schleswig-Holstein. En la actualidad la isla es un lugar de vacaciones y goza de exenciones de impuestos, por lo que una buena parte de la economía de la isla se basa en la venta de cigarrillos, bebidas alcohólicas y perfumes a los turistas que visitan la isla. La isla se encuentra fuera de la unión aduanera y de la zona común del IVA de la Unión Europea.

### Livigno
El municipio italiano de Livigno goza de un estatus de zona franca y se encuentra fuera de la unión aduanera y de la zona común del IVA de la Unión Europea. Este hecho ha favorecido mucho el desarrollo del turismo, ya que se puede comprar a menor coste tabaco, azúcar y alcohol.

#### Azores

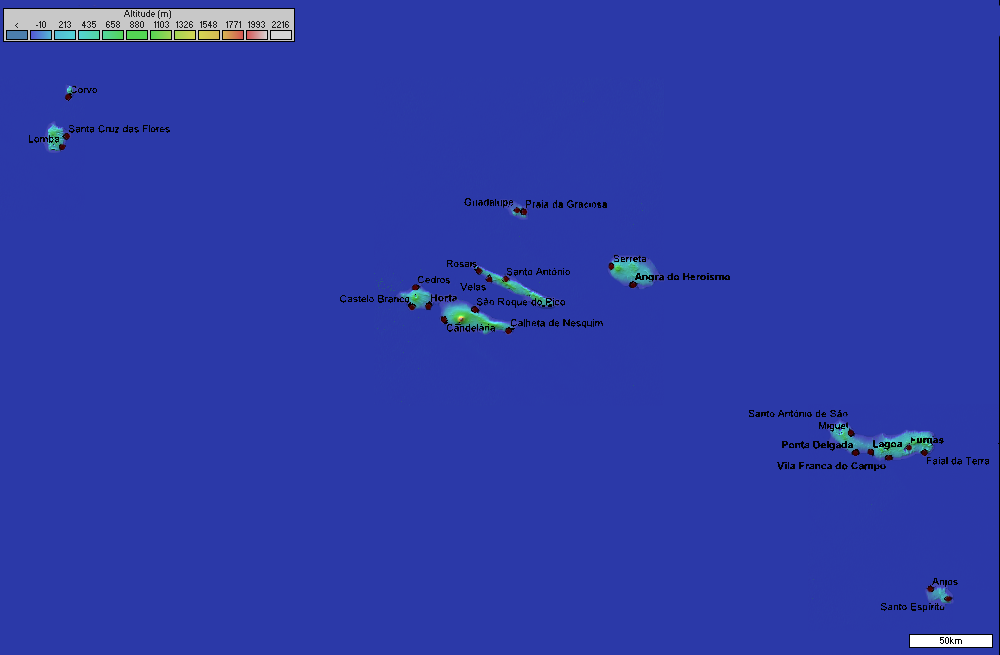
Archipiélago de las Azores, Portugal.

## Regiones ultraperiféricas

### En España

#### Canarias

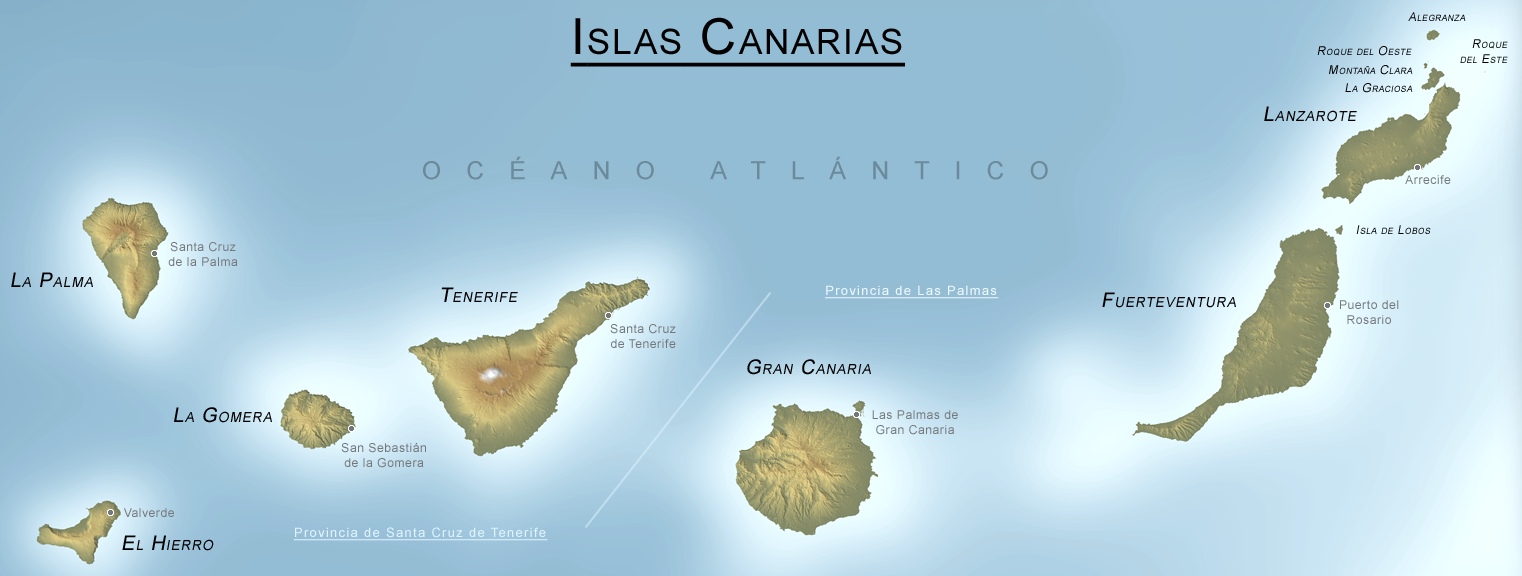
Islas Canarias, España.

Canarias es un archipiélago de origen volcánico situado en el océano Atlántico que conforma una comunidad autónoma española en el noroeste de África, con estatus de nacionalidad histórica. Es, además, una de las regiones ultraperiféricas de la Unión Europea.
Canarias abarca ocho islas, cinco islotes, ocho roques y el mar. Políticamente el archipiélago se compone de siete islas con administración propia y una isla —La Graciosa— que está en trámites de ser gestionada en forma de pedanía. Las siete islas con administración propia son, por un lado, El Hierro, La Gomera, La Palma y Tenerife, que constituyen la provincia de Santa Cruz de Tenerife, y, por otro lado, Fuerteventura, Gran Canaria y Lanzarote que constituyen la provincia de Las Palmas. A estas siete islas se le suman, por un lado, los islotes deshabitados de Montaña Clara, Alegranza, Roque del Este y Roque del Oeste que, junto con la isla de La Graciosa, forman el archipiélago Chinijo y, por otro lado, el islote de Lobos, todos estos pertenecientes a la provincia de Las Palmas. Además, a las ocho islas y cinco islotes se añaden una serie de roques adyacentes: los de Salmor, Fasnia, Bonanza, Garachico y Anaga situados en la provincia de Santa Cruz de Tenerife y los de Gando y el Farallón de Sardina situados en Gran Canaria. Por último, esta comunidad autónoma se completa con las aguas canarias, que son un especial ámbito marítimo de la comunidad autónoma y están integradas dentro del contorno perimetral que surge de la unión de los puntos extremos más salientes de las islas e islotes, siendo la única comunidad autónoma de España que incluye al mar como parte de su superficie.
El archipiélago está situado en el noroeste de África, cerca de las costas del sur de Marruecos y del norte del Sáhara Occidental, entre las coordenadas 27°37′ y 29°25′ de latitud norte y 13°20′ y 18°10′ de longitud oeste. La isla de Fuerteventura dista unos 95 km de la costa del África continental. La distancia a la masa continental europea es de unos 940 km —del islote de Alegranza a la punta de Sagres (Portugal)—. Por su situación geográfica, el archipiélago es la región más austral y occidental del Reino de España. Históricamente, ha sido considerada un puente entre tres continentes; África, América y Europa.
Las islas, de origen volcánico, se asientan sobre la placa africana y forman parte de la región natural de la Macaronesia, de la que son el archipiélago más extenso y poblado. Es también el archipiélago más extenso y poblado de España. Su clima es subtropical, aunque varía localmente según la altitud y la vertiente norte o sur. Esta variabilidad climática da lugar a una gran diversidad biológica que, junto a la riqueza paisajística y geológica, justifica la existencia en Canarias de cuatro parques nacionales y que todas las islas tengan reservas de la biosfera de la Unesco, y otras tengan zonas declaradas Patrimonio de la Humanidad. Estos atractivos naturales, junto con el buen clima y el mar, hacen de las islas un importante destino turístico, habiendo sido visitadas en 2024 por casi 18 millones de personas. De hecho, es la primera potencia turística tanto española como europea en número de pernoctaciones, con más de 100 millones solamente el año pasado.

### En Francia

#### Guadalupe
Guadalupe (o Guadeloupe en idioma francés) es un archipiélago de islas situadas en las Pequeñas Antillas a unos 600 km al norte de las costas de América del Sur y al sureste de la República Dominicana. Constituyen un departamento de ultramar, poblado por unos 408 000 habitantes y con capital en Basse-Terre.

#### Guayana Francesa
La Guayana Francesa (en francés: Guyane o Guyane française, pronunciado /ɡɥijan fʁɑ̃sɛz/; en criollo guayanés, Lagwiyann), o simplemente como Departamento de Guyana, es una región y departamento de ultramar de Francia, que forma parte de la Unión Europea como región ultraperiférica. En tanto colectividad territorial única, tan solo consta de una asamblea que reagrupa las competencias del Consejo regional y departamental. Es el único territorio en Las Guayanas y en América del Sur continental que ha elegido la integración completa en un país europeo. Por tanto, como departamento y región es parte integral de Francia (de manera similar a la Guayana brasileña respecto a Brasil), a diferencia de Guyana y Surinam que prefirieron separarse del Reino Unido y los Países Bajos, respectivamente.
Se ubica en la costa norte de América del Sur, en la región de Las Guayanas, entre Brasil y Surinam, limitando al norte con el océano Atlántico. Su capital y ciudad más poblada es Cayena. La población de la Guayana Francesa se estima en 301 099 habitantes a principios de 2023, y se ha multiplicado por 11 desde 1950 gracias a una elevada tasa de natalidad y a una fuerte inmigración sudamericana y caribeña.

#### Mayotte
Mayotte (pronunciado en francés AFI: [majɔt]; en mahorés Mahoré) es un archipiélago francés ubicado en la zona norte del Canal de Mozambique, en el océano Índico, tiene el estatuto de departamento y región de ultramar y  región ultraperiférica de la Unión Europea.

#### San Martín
San Martín (en francés, Saint-Martin) es una colectividad de ultramar francesa situada en el Caribe. Ocupa unos 53.2 km² de la zona norte de la isla de San Martín y otros islotes cercanos, el más grande de los cuales es la isla Tintamarre. Limita al sur con la nación constituyente homónima del Reino de los Países Bajos.

### En Portugal

#### Madeira
Madeira (del portugués madeira, ‘madera’; tradicionalmente en español, aunque en desuso, Madera) es un archipiélago macaronésico de origen volcánico del océano Atlántico que, junto con las islas Salvajes, constituye una región autónoma de Portugal. Es, asimismo, una región ultraperiférica de la Unión Europea (estatus similar al de las Islas Azores o Canarias).
Consta de dos islas habitadas, Madeira y Porto Santo, y tres islas menores no habitadas, llamadas islas Desiertas. El archipiélago dista menos de 500 km de Canarias, 860 km de Lisboa y 770 km de la isla más cercana de las Azores.
La actividad económica principal de la región es el turismo, ya que recibe muchos visitantes de Europa durante todo el año, que buscan la suavidad de su clima. Entre otros viajeros célebres pasaron por la isla la emperatriz Sissi, el emperador Carlos I de Austria, fallecido en Funchal en 1922, los emperadores Maximiliano y Carlota en 1864, de paso en su viaje a México, o Winston Churchill. Su capital y ciudad más poblada es Funchal (103 961 habitantes), situada en la costa sur de la isla. La población de Madeira es de 250 769 habitantes.

## Países y territorios de ultramar
Los países y territorios de ultramar (PTU) son dependencias y territorios de ultramar de los Estados miembros de la Unión Europea, pero que, sin embargo, no forman parte integrante de la propia Unión Europea. Sus estatutos y sus relaciones con la UE se rigen caso por caso en el Tratado de la Unión Europea (TUE). La autonomía y las prerrogativas individuales de las que disfrutan dependen también de las relaciones que mantienen con los países a los que están vinculados.
Los PTU son territorios que no forman parte del territorio comunitario (a diferencia de las regiones ultraperiféricas), pero que tienen un estatus especial con la UE, lo que les permite beneficiarse de ciertas ventajas que se aplican en la UE. Los ciudadanos de los países y territorios de ultramar tienen la nacionalidad de los Estados miembros de los que dependen (sin embargo, en algunos casos sus ciudadanos no poseen una ciudadanía plena de tales estados).

### En Francia

#### Nueva Caledonia
Nueva Caledonia (en francés, Nouvelle-Calédonie, pronunciado /nuvɛl kaledoni/; llamada «Kanaky» pronunciado /kanaki/ por los canacos) es una colectividad sui géneris francesa formada por un grupo de islas y archipiélagos de Oceanía, ubicado en el mar del Coral y el océano Pacífico Sur.
Se encuentra a 1407 km al este de Australia, 1477 km al norestrewde Nueva Zelanda, 130 km al norte del trópico de Capricornio, a 539 km al sur-suroeste de Vanuatu y al suroeste de Fiyi. Su territorio abarca una superficie de 18 575 km². Está conformada por una isla principal llamada Grande Terre, de 400 km de largo y 64 km de ancho, y algunas islas menores en su entorno. Cerca del extremo sur de Grande Terre está ubicada Numea, la capital del territorio, y cuya área urbana concentra dos tercios de los habitantes del territorio. 
Nueva Caledonia tiene el estatus de colectividad sui géneris, a diferencia de la Polinesia Francesa y de Wallis y Futuna, que son colectividades de ultramar. El Comité de Descolonización de las Naciones Unidas mantiene a Nueva Caledonia en el listado de territorios no autónomos. 

#### San Bartolomé
San Bartolomé (Saint-Barthélemy en francés; también conocida comúnmente como Saint Barth o St Barths) es una colectividad territorial de ultramar perteneciente a Francia, ubicada en las Pequeñas Antillas, mar Caribe, a 175 km al norte del archipiélago de Guadalupe. Aunque perteneció a la Unión Europea como territorio ultraperiférico, dejó de serlo a partir del 1 de enero de 2012, cuando accedió al estatuto de país y territorio de ultramar. Forma parte del Caribe francófono.
La colectividad es uno de los cuatro territorios situados en las Islas de Barlovento en el noreste del Caribe que conforman las Antillas francesas, junto con Guadalupe, Martinica y la Colectividad de San Martín. San Bartolomé lo conforma una isla situada a unos 35 kilómetros de San Martín y a 240 kilómetros al este de Puerto Rico.

#### San Pedro y Miquelón
San Pedro y Miquelón (del francés: Saint-Pierre-et-Miquelon) es un archipiélago situado en América del Norte, frente a las costas canadienses de Terranova. Desde 1985 es una colectividad territorial francesa con un estatuto particular. Tiene el número 975 en la numeración de los 105 departamentos de Francia y su código postal es el 97500 para todo el archipiélago. Además, forma parte de los Territorios especiales de la Unión Europea (UE).

#### Tierras Australes y Antárticas Francesas
Las Tierras Australes y Antárticas Francesas (TAAF) son un conjunto de dependencias de ultramar pertenecientes a Francia. La denominación francesa oficial (Terres australes et antarctiques françaises) implica la reivindicación de territorios antárticos, no reconocida internacionalmente. El conjunto tiene el estatus de Territorio de ultramar (Territoire d'outre-mer) y está dividido en cinco distritos:
- Islas Kerguelen.
- Islas San Pablo y Ámsterdam.
- Islas Crozet.
- Tierra Adelia (en la Antártida).
- Islas Dispersas del Océano Índico (desde febrero de 2007).

La superficie del territorio es de 439 781 km², incluyendo Tierra Adelia (territorio antártico que Francia reivindica), donde se ubica la estación permanente Dumont d'Urville, y cuya superficie es de unos 432 000 km². El conjunto forma parte del grupo de Países y territorios de ultramar (PTU) cuyos nacionales son ciudadanos europeos. Sin embargo, los PTU no forman parte del territorio de la Unión Europea (UE), y por tanto no son objeto directamente de la legislación de la UE, pero se benefician del estado de asociados que se les otorga por el Tratado de Lisboa de 2009.

### En los Países Bajos

#### Aruba
Aruba (en neerlandés: Land Aruba, pronunciado /aːˈrubaː/ⓘ; en papiamento, Pais Aruba) es un país constituyente del Reino de los Países Bajos —junto a Curazao, San Martín y los Países Bajos—, ubicado en la región septentrional de América del Sur. Se establece en la isla homónima del grupo de Sotavento, perteneciente a las Antillas Menores. El territorio se sitúa a 25 km al norte de la península de Paraguaná, al noroeste de Venezuela, al sur del mar Caribe, al este del archipiélago de Los Monjes y la península de la Guajira y al oeste de otro país autónomo neerlandés, Curazao.

#### Curazao
Curazao (en neerlandés, Curaçao; en papiamento, Kòrsou), oficialmente País de Curazao (en neerlandés: Land Curaçao), es un país constituyente del Reino de los Países Bajos con superficie aproximada de 444 km², ubicado en el mar Caribe, en la región septentrional de América del Sur.
Se localiza dentro del grupo de islas de Sotavento —junto con sus islas vecinas de Aruba y Bonaire—, en las Antillas Menores, en el sur del mar Caribe a unos 50 km de la costa noroccidental de Venezuela. Hasta 2010 formó parte de las Antillas Neerlandesas. Su capital y localidad más poblada es Willemstad, ubicada en el sur de la isla.

#### San Martín
San Martín (en neerlandés, Sint Maarten), oficialmente denominado País de San Martín (en neerlandés, Land Sint Maarten), es un país constituyente del Reino de los Países Bajos en el Caribe. Ocupa la parte meridional de la isla de San Martín y limita con la colectividad de ultramar homónima francesa. Está situada a 240 km al este de Puerto Rico. Su capital es la ciudad de Philipsburg y abarca una superficie de 34 km².

#### Islas BES
Caribe Neerlandés (en neerlandés: Caribisch Nederland, pronunciado /kaˈribisˌnedərˌlɑnt/ⓘ; ocasionalmente llamado Países Bajos Caribeños) es el nombre que reciben tres islas con el estatus político de municipios especiales de los Países Bajos localizadas en el mar Caribe. La región está conformada por Bonaire, San Eustaquio y Saba. En el ordenamiento jurídico neerlandés, las tres islas son nombradas como Islas BES, siendo oficialmente consideradas como entidades públicas (openbaar lichaam) dentro de los Países Bajos y como países y territorios de ultramar de la Unión Europea, no conformando parte del territorio comunitario ni de la unión aduanera ni del espacio de Schengen. Su actual estatus es consecuencia de la disolución de las Antillas Neerlandesas el 10 de octubre de 2010.
Bonaire es una de las islas de Sotavento y está localizada frente a las costas de Venezuela. San Eustaquio y Saba están localizadas en las Antillas Menores, al sur de San Martín y al norte de San Cristóbal y Nieves.
El idioma neerlandés es oficial en las tres islas. El idioma inglés es oficial en San Eustaquio y Saba, mientras que el papiamento es oficial en Bonaire. El idioma español apenas es hablado en San Eustaquio y Saba, pero cuenta con bastantes hablantes en Bonaire debido a su cercanía con Venezuela, si bien solo una minoría significativa de la población lo habla como lengua materna.

### En Dinamarca

#### Groenlandia
Groenlandia (en groenlandés, Kalaallit Nunaat, 'tierra de los kalaallits'; en danés, Grønland, 'tierra verde') es una isla en la zona nororiental de América del Norte, entre el océano Atlántico y el océano Glacial Ártico, políticamente constituida como una nación constituyente del Reino de Dinamarca. Groenlandia ha estado asociada en lo político y lo cultural con Europa Septentrional (en concreto con Escandinavia) durante más de un milenio. Con un total de 2 175 600 km², se considera la isla más grande del mundo, tomando la definición de Australia como masa continental. Su capital y ciudad más poblada es Nuuk (en danés: Godthåb).
Groenlandia ha sido habitada, aunque de forma intermitente, desde mediados del tercer milenio a. C., por pueblos amerindios.
En el año 986 su costa meridional fue colonizada por poblaciones de origen nórdico procedentes de Islandia. En 1261, los groenlandeses aceptaron la soberanía noruega sobre la isla. La ocupación nórdica duró hasta principios del siglo XV, declinando debido posiblemente a la Pequeña Edad del Hielo.
A principios del siglo XVIII, Hans Egede restableció el contacto con Groenlandia, pasando a depender de Dinamarca en 1814, tras la disolución del Reino de Dinamarca y Noruega. Desde la Constitución de Dinamarca de 1953, Groenlandia forma parte del Reino de Dinamarca con una relación conocida como Rigsfællesskabet ('Mancomunidad de la Corona').

## Casos especiales

### Chipre del Norte
Se trata de un estado de facto en el tercio norte de la isla de Chipre, en el Mediterráneo oriental, bajo control turco. Turquía es el único país que la reconoce explícitamente; todos los demás gobiernos y las Naciones Unidas reconocen la soberanía de la República de Chipre sobre toda la isla. Oficialmente dentro de la UE tiene la consideración de parte integrante de la República de Chipre, pero tiene suspendida la aplicación de los tratados de la UE en ese territorio hasta que se encuentren bajo control de la República de Chipre.

### Tierra Adelia
La Tierra Adelia (en francés Terre Adélie) es un sector estrecho de la Antártida Oriental delimitado por los meridianos 136° E (cerca de la punta Pourquoi Pas) y 142° E (cerca de la punta Alden), cubriendo una superficie de unos 432 000 km². Su costa corresponde aproximadamente al paralelo 67° S. Corresponde a la reclamación territorial de Francia en la Antártida, reivindicación que se encuentra restringida por los términos del Tratado Antártico de 1959. Este territorio es incluido por Francia como uno de los cinco distritos de las Tierras Australes y Antárticas Francesas (en francés Terres australes et antarctiques françaises) y en razón de eso está asociado a la Unión Europea.
Esta reclamación francesa forma una cuña con el Territorio Antártico Australiano a ambos lados, dividiéndolo en dos sectores. Australia y Francia están de acuerdo en que la Tierra Adelia se extiende entre los límites del sector reclamado por Francia, pero otros países la denominan costa Adelia y la consideran parte de la Tierra de Wilkes, asignándole límites ligeramente desplazados hacia el este, entre la punta Pourquoi Pas (), límite con la costa Clarie (o costa Wilkes), y la punta Alden () en la entrada oeste de la bahía de la Commonwealth, límite con la Tierra de Jorge V (o costa de Jorge V).

## Territorios no incluidos

### En Francia

#### Isla Clipperton
La Isla Clipperton o Isla de la Pasión (en francés: Île Clipperton, o bien, Île de la Passion) es un atolón coralino deshabitado de 6 km² de superficie y 11,1 km de línea costera, localizado en el océano Pacífico norte, a 1 085 kilómetros de Playa la Llorona en el Municipio de Aquila, Michoacán, México, siendo el punto más cercano a tierra firme. Es una posesión francesa administrada desde la Polinesia Francesa por un alto comisionado de Francia.
Históricamente, México ha reclamado la soberanía de la isla, otorgada a Francia por un arbitraje internacional en 1931.
A pesar de que se han identificado 115 especies comerciales en las aguas territoriales de la isla, el atún ha sido la única explotada. Fuera de la pesca, no se ha descubierto ningún otro recurso natural explotable.

### En Dinamarca

#### Islas Feroe
Las islas Feroe (en feroés: Føroyar, en danés: Færøerne, «islas de las ovejas») son un país insular europeo. Tiene el estatus  de nación constituyente, como Groenlandia, del Reino de Dinamarca, integrada por un pequeño archipiélago ubicado en el Atlántico Norte, entre el Reino Unido, Noruega e Islandia. El archipiélago tiene una superficie de 1393 km² y poco menos de cincuenta mil habitantes, de los cuales cerca de veinte mil viven en la capital, Tórshavn, y en su área conurbana. No forma parte de la Unión Europea.
El archipiélago feroés consta de 18 islas de origen volcánico, de las cuales diecisiete están habitadas. Su territorio es predominantemente montañoso, con acantilados que sirven de hábitat a miles de aves marinas. Está dominado por praderas y carece de bosques. El clima es oceánico, moderado por la corriente del Golfo. Hay suficientes recursos hídricos, pero en general el suelo es pobre y los recursos naturales escasos. La economía depende fundamentalmente de la pesca y su industria derivada. No obstante, la sociedad feroesa cuenta con un estado de bienestar y un índice de desarrollo bastante elevado.
El archipiélago fue colonizado hacia el siglo X por emigrantes nórdicos, aunque se tienen indicios de asentamientos previos de población de origen celta. Formó parte de la corona noruega y a partir del siglo XVI el territorio fue gobernado desde Copenhague.

## Comparativa de las leyes de la UE que se aplican en los territorios
| Los Estados miembros que no disponen de territorios con estatus especial no están incluidos. |                               |                                |                                 |
| PTU: Países y territorios de ultramar                                                        | RAE: Región autónoma especial | RUP: Regiones ultraperiféricas | TBS: Territorios bajo soberanía |

| Alemania |

| Chipre |

| España |

| Finlandia |

| Francia |

| Grecia |

| Italia |

| Portugal |

| Reino de Dinamarca |

| Reino de los Países Bajos |

## Países y territorios no pertenecientes a la UE (con integración parcial de la organización)
Existen otros territorios que no siendo parte de la UE ni formando parte de ningún estado miembro, mantienen acuerdos de unión aduanera y fiscal, monetario y de libre tránsito que les hacen funcionar como territorios de la UE: Mónaco, San Marino, Andorra y Ciudad del Vaticano.

### Mónaco
Mónaco es un microestado europeo que no pertenece a la UE. Sin embargo, mantiene acuerdos con Francia que hacen que Mónaco se comporte como si fuera una región autónoma dentro del territorio francés. Si bien el derecho de la Unión Europea no es aplicable en el principado, este forma parte del espacio de Schengen y de la unión aduanera de la UE a través de Francia, y aplica el mismo tipo de IVA que la Francia metropolitana. Asimismo, Francia es responsable de defender los intereses del principado ante la UE.

### Comparativa de las leyes de la UE que se aplican en los territorios no pertenecientes a la UE
| Países asociados                 | Países asociados                 | Estatus en la UE                                                     | Territorio de la UE                                            | Aplicación del derecho de la UE                 | Ciudadanía europea                                             | Espacio de Schengen                                            | Unión aduanera de la UE | Zona común de IVA de la UE | Zona común de impuestos especiales | Mercado común con la UE | eurozona |
| -------------------------------- | -------------------------------- | -------------------------------------------------------------------- | -------------------------------------------------------------- | ----------------------------------------------- | -------------------------------------------------------------- | -------------------------------------------------------------- | ----------------------- | -------------------------- | ---------------------------------- | ----------------------- | -------- |
|                                  |                                  |                                                                      |                                                                |                                                 |                                                                |                                                                |                         |                            |                                    |                         |          |
| Islandia                         | Islandia                         | Estado asociado, miembro del EEE                                     | No                                                             | Parcialmente                                    | No                                                             | Sí                                                             | No                      | No                         | No                                 | (con excepciones)       | , ISK    |
|                                  |                                  |                                                                      |                                                                |                                                 |                                                                |                                                                |                         |                            |                                    |                         |          |
| Liechtenstein                    | Liechtenstein                    | Estado asociado, miembro del EEE                                     | No                                                             | Parcialmente                                    | No                                                             | Sí                                                             | No                      | No                         | No                                 | (con excepciones)       | , CHF    |
|                                  |                                  |                                                                      |                                                                |                                                 |                                                                |                                                                |                         |                            |                                    |                         |          |
| Noruega                          | Noruega                          | Estado asociado, miembro del EEE                                     | No                                                             | Parcialmente                                    | No                                                             | Sí                                                             | No                      | No                         | No                                 | (con excepciones)       | , NOK    |
|                                  | Jan Mayen                        | Región autónoma de Noruega                                           | No                                                             | Parcialmente (como en el resto de Noruega)      | No                                                             | Sí                                                             | No                      | No                         | No                                 | (con excepciones)       | , NOK    |
| Svalbard                         | Región autónoma de Noruega       | No                                                                   | No                                                             | No                                              | No                                                             | No                                                             | No                      | No                         | No                                 | , NOK                   |          |
| Dependencias en la Antártida     | Territorio no reconocido         | No                                                                   | No                                                             | Deshabitadas                                    | No                                                             | Sin comercio                                                   | Sin comercio            | Sin comercio               | Sin comercio                       | Sin comercio            |          |
|                                  |                                  |                                                                      |                                                                |                                                 |                                                                |                                                                |                         |                            |                                    |                         |          |
| Suiza                            | Suiza                            | Estado asociado, no es miembro del EEE                               | No                                                             | Parcialmente                                    | No                                                             | Sí                                                             | No                      | No                         | No                                 | (con excepciones)       | , CHF    |
|                                  |                                  |                                                                      |                                                                |                                                 |                                                                |                                                                |                         |                            |                                    |                         |          |
| Reino Unido con la excepción de: | Reino Unido con la excepción de: | País tercero                                                         | No                                                             | Mínimo (según acuerdo de salida de la UE)       | No                                                             | No                                                             | No                      | No                         | No                                 | No                      | , GBP    |
|                                  | Irlanda del Norte                | Territorio del Reino Unido bajo acuerdo de Viernes Santo con Irlanda | No                                                             | Parcialmente (según acuerdo de salida de la UE) | Opcional (derecho a doble nacionalidad británico-irlandesa)    | (libre tránsito con Irlanda)                                   | No                      | Sí                         | Sí                                 | Parcialmente            | , GBP    |
| Acrotiri y Dhekelia              | Bases Soberanas del Reino Unido  | No                                                                   | Parcialmente (según acuerdo de salida de la UE)                | No                                              | (libre tránsito con Chipre)                                    | Sí                                                             | Sí                      | Sí                         | Sí                                 | Sí                      |          |
| Gibraltar                        | Territorio británico de ultramar | Territorio en disputa                                                | Pendiente (Principio de acuerdo entre el Reino Unido y España) | No                                              | Pendiente (Principio de acuerdo entre el Reino Unido y España) | Pendiente (Principio de acuerdo entre el Reino Unido y España) | No                      | No                         | No                                 | , GIP (vinculada a GBP) |          |
|                                  |                                  |                                                                      |                                                                |                                                 |                                                                |                                                                |                         |                            |                                    |                         |          |
| Otros países o territorios:      |                                  |                                                                      |                                                                |                                                 |                                                                |                                                                |                         |                            |                                    |                         |          |
|                                  | Mónaco                           | País o territorio asociado                                           | No                                                             | Parcialmente                                    | No                                                             | (de facto)                                                     | Sí                      | Sí                         | Sí                                 | Sí                      | Sí       |
| San Marino                       | País o territorio asociado       | No                                                                   | Mínimo                                                         | No                                              | (de facto)                                                     | Sí                                                             | No                      | Parcialmente               | Sí                                 | Sí                      |          |
| Andorra                          | País o territorio asociado       | No                                                                   | No                                                             | No                                              | No                                                             | Parcialmente                                                   | No                      | No                         | Parcialmente                       | Sí                      |          |
| Ciudad del Vaticano              | País o territorio asociado       | No                                                                   | No                                                             | No                                              | (de facto)                                                     | No                                                             | No                      | No                         | Parcialmente                       | Sí                      |          |